# Anopheles culiciformis
Anopheles culiciformis är en tvåvingeart som beskrevs av Cogill 1903. Anopheles culiciformis ingår i släktet Anopheles och familjen stickmyggor. Inga underarter finns listade i Catalogue of Life.